# Ananaserdbeere (Sorte)

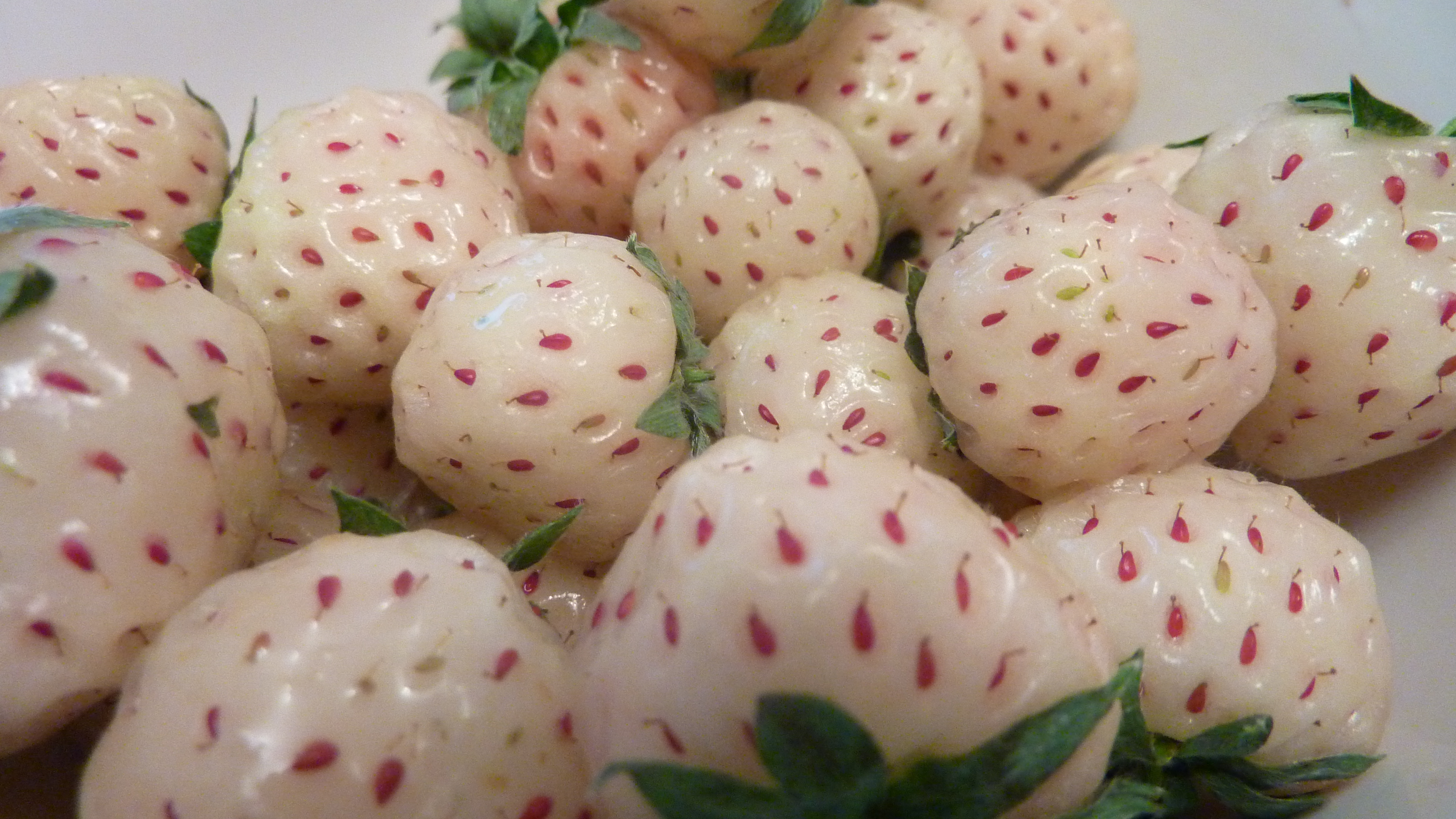
Pineberries

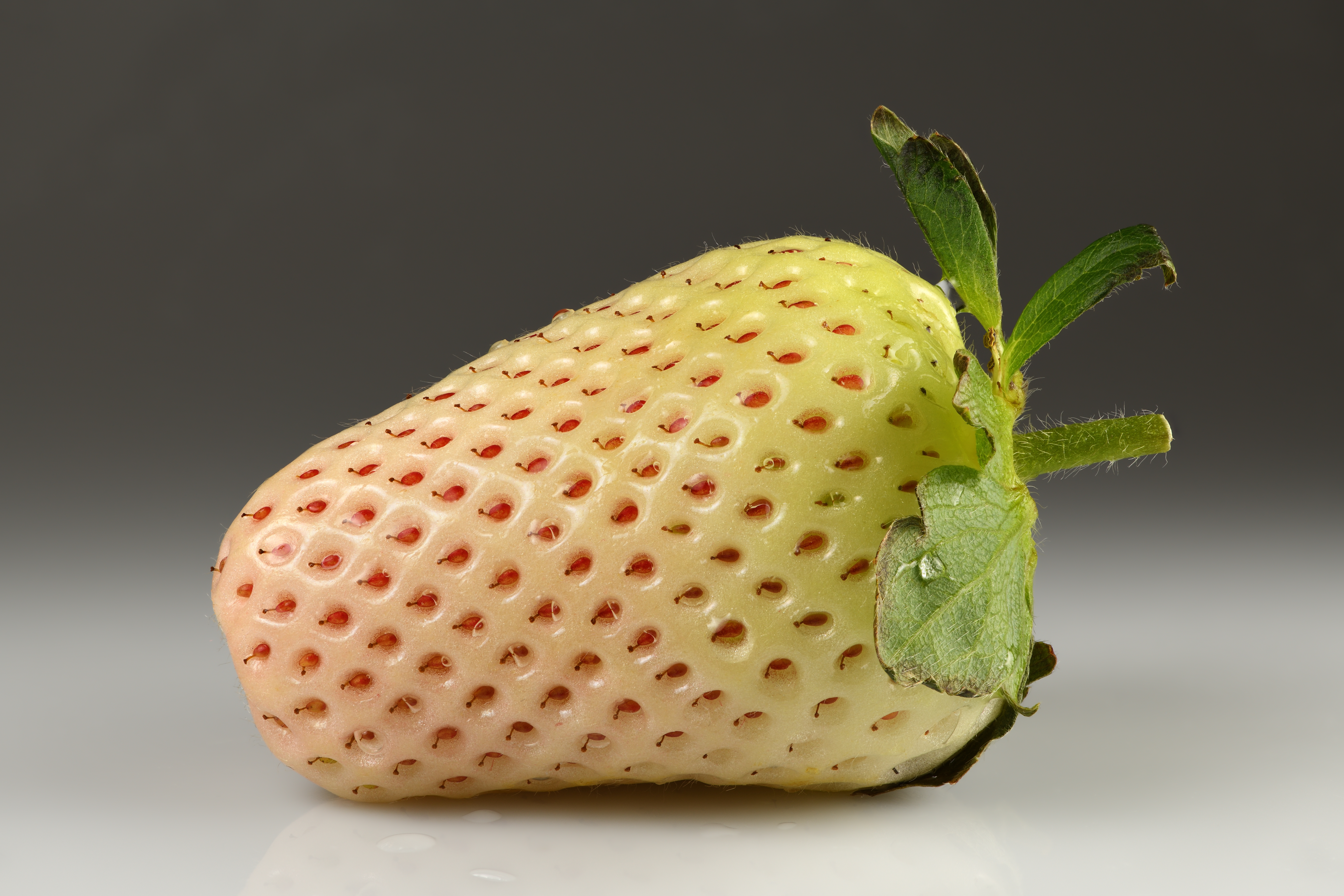
Ananaserdbeere 'Florida Pearl'

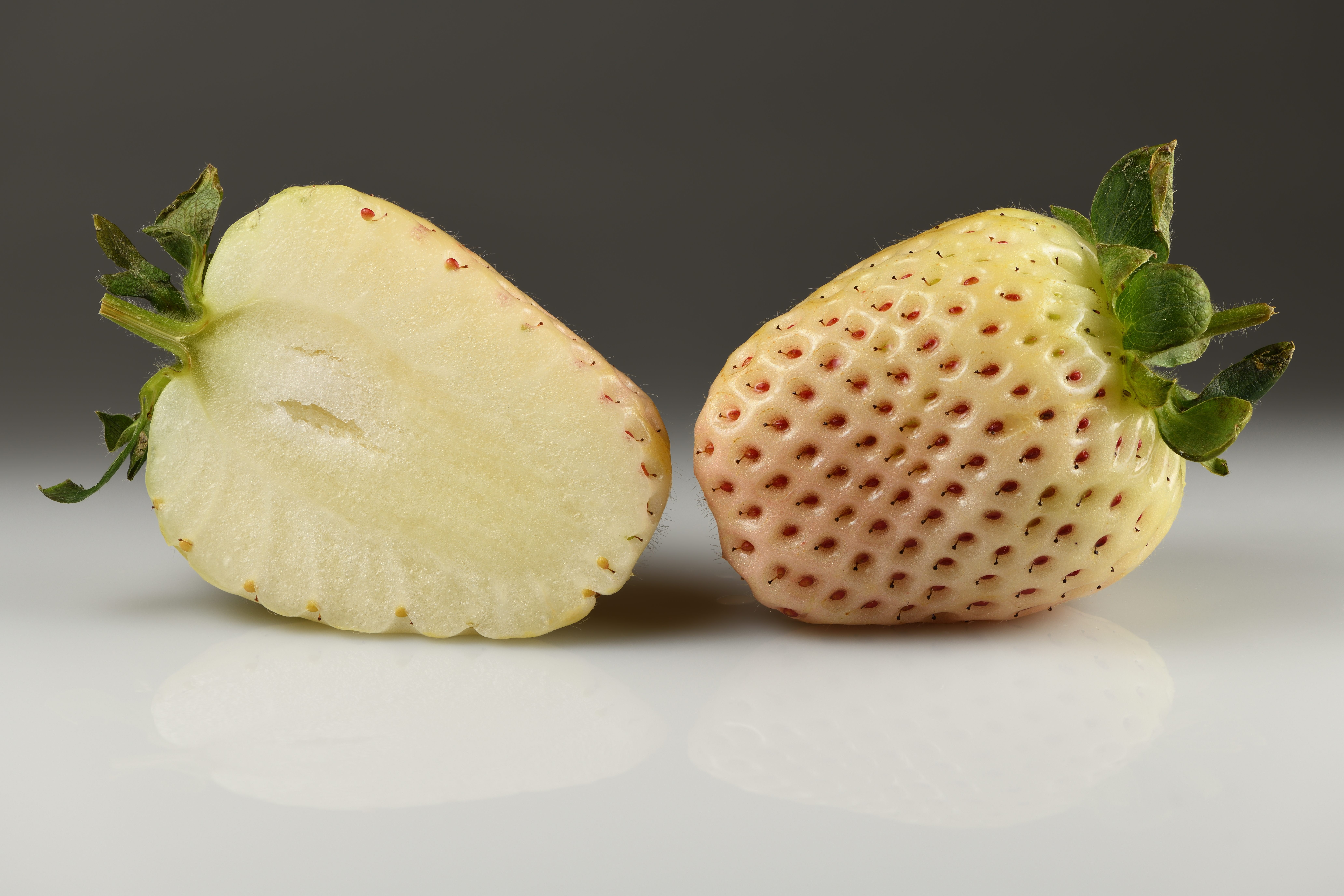
Ananaserdbeere 'Florida Pearl'

Der Name Ananas-Erdbeere war ursprünglich ein verbreiteter Name für die heutige Gartenerdbeere, in Österreich ist er heute noch üblich. Um 1750 wurden die Arten Fragaria virginiana – sie stammt aus Nordamerika – und Fragaria chiloensis mit südamerikanischer Herkunft in Frankreich zusammen angepflanzt; die Hybride der beiden Ausgangsarten wurde als Fraisier ananas bezeichnet.
Unter dem Namen Pineberry („Ananasbeere“) wird ein virusfreier Klon der Sorte 'Weiße Ananas' (eigentlich 'Lennig's White') der Gartenerdbeere vermarktet. Im Unterschied zu den üblichen Erdbeeren sind die Früchte nicht rot, sondern weißlich mit roten Nüsschen. Das Aroma erinnert an Ananas. Die Früchte sind mit einem Durchmesser von 15–23 mm deutlich kleiner als gewöhnliche Erdbeersorten. Weiße Erdbeersorten sind seit dem 18. Jahrhundert bekannt, werden jedoch nicht in größerem Maßstab angebaut.

## Herkunft und Zucht
Der niederländische Züchter Hans de Jongh begann im Jahr 2003 mit einigen Pflanzen aus Frankreich die Zucht, nach sechs Jahren erzielte er vermarktungsfähige Pflanzen. Die Firma VitalBerry BV lässt die Erdbeeren von Beekers Berries produzieren und vermarktet sie unter der Bezeichnung Pineberries, seit 2014 die Pflanzen auch unter dem missverständlichen Namen Natural Albino. Es handelt sich jedoch nicht um eine Albinoform.
Daneben sind weitere weiße Varietäten unter verschiedenen Handelsnamen im Angebot: White Dream, Anablanca, Anabella, Natural White. Auch Samen sind im Handel zu finden; es ist allerdings fraglich, ob sie sortenecht fallen (da es sich bei den Sorten ja um Hybriden handelt, und bei generativer Vermehrung die Anteile der zwei verschiedenen Elternarten jedes Mal neu gemischt werden – Jungpflanzen von Hybridsorten werden durch vegetative Vermehrung gewonnen (bei Erdbeeren sehr einfach durch Kindel); die sind dann automatisch genetisch identisch).
Samen können von Januar bis März ausgesät werden.
Die Früchte sind zunächst grün, färben sich dann weißlicher und sind reif, wenn die Nüsschen eine rote Farbe annehmen.

## Angebot in Großbritannien
2010 bot die britische Supermarktkette Waitrose erstmals Pineberries an. Aufgrund des Veröffentlichungstermins der Nachricht – es war der 31. März 2010 – gingen Teile der Bevölkerung zunächst von einem Aprilscherz aus. Diese Vermutungen wurden auch durch die Tatsache genährt, dass Waitrose im März 2009 eine Frucht „Pinana“, eine Mischung aus Ananas (pineapple) und Banane (banana) angekündigt hatte, was sich später als Aprilscherz herausstellte. Anlässlich des erneuten Verkaufsstarts 2011 schloss das Unternehmen einen Aprilscherz nochmals aus.